# 始动
《青春催落去》（：／，新加坡譯《啟動》，中國大陸譯《始動》），是一部2019年上映的韩国喜剧片，改编自韩国漫画家赵金山创作的同名网络漫画，由《光辉岁月》的导演崔正烈执导，馬東石、朴正民、丁海寅、廉晶雅、崔成恩主演，于2019年12月18日在韩国上映。

## 剧情概要
影片讲述轻浮的叛逆青年泽日和漫无目的进入社会并充满干劲的叛逆青年尚弼，在遇到身份不明的短发厨师巨石哥后体验真实世界的欢乐故事。

## 演员阵容

### 主要人物
- 馬東石 饰演 巨石哥
- 朴正民 饰演 高泽日
- 丁海寅 饰演 禹尚弼
- 廉晶雅 饰演 尹贞慧
- 崔成恩 饰演 苏庆珠

### 其他人物
- 金鍾洙 饰演 孔社长
- 尹敬浩 饰演 金东华
- 金庆德 饰演 裴九万
- 李海运 饰演 文圣贤
- 成赫 饰演 姜大千
- 洪仁 饰演 朴斗万
- 李秀彬 饰演 朴多美
- 方恩静 饰演 金高恩
- 許俊碩 饰演 东大门
- 金美花 饰演 醒酒汤饭馆大婶
- 金大坤 饰演 警察
- 金德重 饰演 警察
- 朴成日 饰演 劳务人员
- 白珠熙 饰演 售票处职员
- 金子英 饰演 清洁大婶
- 柳圣贤 饰演 生鱼片餐馆老板
- 权赫范 饰演 石九
- 郑义旭 饰演 清凉里
- 劉秀彬 饰演 末年兵长
- 车宇镇 饰演 姜警官
- 赵汉俊
- 林成宰 饰演 李大发

### 友情出演
- 金珉才 饰演 郭圣武

### 特别出演
- 高斗心 饰演 尚弼的奶奶
- 朴海俊 饰演 泰成

## 奖项荣誉
| 年份   | 颁奖礼                   | 奖项           | 入围者   | 结果 | 备注  |
| ------ | ------------------------ | -------------- | -------- | ---- | ----- |
| 2020年 | 第25届春史國際電影節     | 最佳新人女演员 | 崔成恩   | 獲獎 | [ 7 ] |
| 2022年 | 第20届佛罗伦萨韩国电影节 | My Movie奖     | 《始动》 | 獲獎 |       |